# (332326) Aresi
(332326) Aresi est un astéroïde de la ceinture principale.

## Description
(332326) Aresi est un astéroïde de la ceinture principale. Il fut découvert le 27 décembre 2006 à Gnosca par Stefano Sposetti. Il présente une orbite caractérisée par un demi-grand axe de 2,39 UA, une excentricité de 0,06 et une inclinaison de 10,6° par rapport à l'écliptique.

## Compléments